# Les Loges-en-Josas
Pour les articles homonymes, voir Josas.
Les Loges-en-Josas [le lɔʒ ɑ̃ ʒozas] sont une commune française située dans le département des Yvelines, en région Île-de-France, à 4 km au sud de Versailles et à 22 km au sud-ouest de Paris.
Ses habitants sont appelés les Logeois.

## Géographie

Localisation des Loges-en-Josas dans les Yvelines.

### Situation
La commune des Loges-en-Josas, se trouve dans l'est du département des Yvelines, non loin de la limite de l'Essonne, à six kilomètres environ au sud de Versailles, chef-lieu du département.
La commune située entre la vallée de la Bièvre et le plateau de Saclay a conservé son caractère rural malgré la proximité immédiate de zones urbaines et économiques très développées (Versailles, Saint-Quentin-en-Yvelines, Vélizy-Villacoublay, Massy-Palaiseau).

### Communes limitrophes
| Buc              |                    |               |
|                  | Les Loges-en-Josas | Jouy-en-Josas |
| Toussus-le-Noble |                    |               |

### Hydrographie
La commune appartient au bassin versant de la Seine. Le territoire communal est irrigué par la Bièvre, affluent de rive gauche de la Seine, qui traverse la commune dans sa partie nord, s'écoulant dans le sens ouest-est.

### Transports et voies de communications

#### Réseau routier
Les grands axes routiers les plus proches sont la route départementale D 938, qui mène à Versailles vers le nord et à Châteaufort vers le sud, et passe à Buc, à proximité de la limite ouest des Loges, et l'autoroute A86, qui passe au nord de Jouy-en-Josas.

#### Desserte ferroviaire
Le village est desservi par la gare SNCF de Petit Jouy - Les Loges sur la ligne V du Transilien. La gare de Petit Jouy présente ceci de particulier que le guichet se trouve sur la commune de Jouy-en-Josas et les quais, en bois et situés en hauteur sur un viaduc, se trouvent sur la commune des Loges.

#### Bus
La commune est desservie par les lignes 6172, 6173, 6174 et 6164 du réseau de bus de Vélizy Vallées.

#### Autres
L'aérodrome de Toussus-le-Noble se trouve à deux kilomètres du village.

### Climat
Pour des articles plus généraux, voir Climat de l'Île-de-France et Climat des Yvelines.
En 2010, le climat de la commune est de type climat océanique dégradé des plaines du Centre et du Nord, selon une étude du CNRS s'appuyant sur une série de données couvrant la période 1971-2000. En 2020, Météo-France publie une typologie des climats de la France métropolitaine dans laquelle la commune est exposée à un climat océanique altéré et est dans la région climatique Sud-ouest du bassin Parisien, caractérisée par une faible pluviométrie, notamment au printemps (120 à 150 mm) et un hiver froid (3,5 °C).
Pour la période 1971-2000, la température annuelle moyenne est de 11 °C, avec une amplitude thermique annuelle de 15,2 °C. Le cumul annuel moyen de précipitations est de 678 mm, avec 11 jours de précipitations en janvier et 8,1 jours en juillet. Pour la période 1991-2020, la température moyenne annuelle observée sur la station météorologique la plus proche, située sur la commune de Toussus-le-Noble à 3 km à vol d'oiseau, est de 11,5 °C et le cumul annuel moyen de précipitations est de 677,0 mm,. Pour l'avenir, les paramètres climatiques de la commune estimés pour 2050 selon différents scénarios d'émission de gaz à effet de serre sont consultables sur un site dédié publié par Météo-France en novembre 2022.
| Mois                                  | jan.             | fév.             | mars           | avril           | mai           | juin           | jui.           | août          | sep.           | oct.            | nov.             | déc.           | année      |
| ------------------------------------- | ---------------- | ---------------- | -------------- | --------------- | ------------- | -------------- | -------------- | ------------- | -------------- | --------------- | ---------------- | -------------- | ---------- |
| Température minimale moyenne (°C)     | 1,6              | 1,4              | 3,5            | 5,5             | 8,9           | 12,1           | 13,9           | 13,6          | 10,6           | 8               | 4,5              | 2,1            | 7,1        |
| Température moyenne (°C)              | 4,2              | 4,7              | 7,8            | 10,6            | 14,1          | 17,4           | 19,6           | 19,4          | 15,8           | 11,9            | 7,4              | 4,6            | 11,5       |
| Température maximale moyenne (°C)     | 6,7              | 8                | 12,1           | 15,8            | 19,3          | 22,8           | 25,2           | 25,2          | 21             | 15,9            | 10,4             | 7,1            | 15,8       |
| Record de froid (°C) date du record   | −17,4 17.01.1985 | −12,8 07.02.1991 | −10,2 13.03.13 | −5,1 12.04.1986 | −2 03.05.1967 | 1,6 04.06.1991 | 4,9 09.07.1965 | 4,7 21.08.14  | 1,1 30.09.1995 | −4,2 30.10.1985 | −11,3 30.11.1969 | −14 31.12.1970 | −17,4 1985 |
| Record de chaleur (°C) date du record | 15,1 28.01.02    | 21,1 27.02.19    | 25,1 31.03.21  | 28,3 20.04.18   | 31,7 27.05.05 | 37,5 21.06.17  | 40,8 25.07.19  | 39,3 12.08.03 | 35,1 09.09.23  | 29,8 01.10.1985 | 20,7 01.11.14    | 16,7 07.12.00  | 40,8 2019  |
| Précipitations (mm)                   | 55,3             | 46,9             | 49,5           | 49,6            | 68,2          | 55,4           | 53,3           | 58,2          | 52,1           | 61,3            | 60,8             | 66,4           | 677        |

## Urbanisme

### Typologie
Au 1er janvier 2024, Les Loges-en-Josas est catégorisée ceinture urbaine, selon la nouvelle grille communale de densité à sept niveaux définie par l'Insee en 2022.
Elle appartient à l'unité urbaine de Paris, une agglomération inter-départementale regroupant 407  communes, dont elle est une commune de la banlieue,,. Par ailleurs la commune fait partie de l'aire d'attraction de Paris, dont elle est une commune de la couronne,. Cette aire regroupe 1 929 communes,.

### Occupation des solssimplifiée
Le territoire de la commune se compose en 2017 de 53,12 % d'espaces agricoles, forestiers et naturels, 14,2 % d'espaces ouverts artificialisés et 32,68 % d'espaces construits artificialisés.

### Territoire
Au nord, le village s'étend jusqu'au fond de la vallée de la Bièvre, en site classé, dans un paysage de prés et de forêts, aux limites de l'ancien domaine de chasse de Versailles. Au sud, sur le plateau de Saclay, le village est bordé de terres agricoles. Le bois de la Garenne s'étend jusqu'au centre du village. De nombreux chemins s'offrent aux promeneurs et aux cyclistes.
Au plan de l'urbanisme, le village est structuré de la manière suivante :
- un centre constitué de maisons mitoyennes datant principalement des XVIIe et XVIIIe siècles, autour de la Grande Rue où se trouvent la mairie et l'église, et de pavillons plus récents
- des résidences pavillonnaires dont certaines se sont quasiment intégrées au centre
- une zone industrielle
- un quartier excentré, le Petit Jouy, partagé avec Jouy-en-Josas et qui suit le fond de la vallée entre la Bièvre et la rue Charles-de-Gaulle, avec des pavillons anciens et récents

L'architecture traditionnelle est celle habituelle de la région, des maisons en meulière.

## Toponymie
Le nom de la localité est attesté sous les formes  Logiæ en 1201, Lorgiæ, Ecclesia de Locagiis au XIVe siècle.
Loge est initialement un terme du langage forestier d'origine germanique : *laubja, en vieux bas francique signifie « abri de branchages, cabane de feuillages, hutte ». Le terme vieux bas francique est reconstitué d'après le vieux haut allemand louba « auvent ». Le moyen haut allemand loube « vestibule, galerie à l'étage supérieur d'un édifice », se poursuit dans l'allemand moderne Laube. Le latin médiéval laubia est attesté au IXe siècle dans le domaine français au sens de « galerie, portique ».
Les loges était le nom d'un des deux vici portant le déterminant de localisation Josas, dans l'ancien pays de Hurepoix. Josas était le nom d'un archidiaconé de l'ancien diocèse de Paris, celui qui s'étendait au sud de la Seine ; il s'est appelé, depuis le XIVe siècle, "archidiaconé de Josas".

## Histoire

### Moyen Âge
La première mention écrite du village remonte à 1201, lorsque Guy de Lévis était seigneur des Loges. Au XIIIe siècle, une chapelle dédiée à saint Eustache, patron des chasseurs, est construite. Les Loges-en-Josas acquirent le statut de paroisse au XIVe siècle.

### Ancien Régime
Le XVIIe siècle voit la création du Grand parc de chasse de Louis XIV, dont le mur d'enceinte, achevé en 1685, traverse la commune de la maison forestière à la porte des Loges. En 1675, la paroisse des Loges est rattachée au duché de Chevreuse. Entre 1684 et le 13 juin 1686, l'aqueduc de Buc est construit sur ordre de Louvois, surintendant des bâtiments du roi Louis XIV. Un aqueduc souterrain traversant la commune relie les étangs du Trou Salé et de Villaroy à l'aqueduc de Buc. L'église actuelle est érigée en 1699, remplaçant la chapelle du XIIIe siècle.

### Révolution française et Empire
Le 15 avril 1789, le cahier de doléances est rédigé en vue des États Généraux. La création des cantons, départements et districts par décret le 22 décembre 1789 place Les Loges dans le canton de Jouy-en-Josas qui regroupe 12 communes dont les Loges. Un premier cadastre est ébauché dans le canton en Octobre 1790 (terminé en 1812 à Jouy).
Le 26 ventôse, an III, les biens de la cure des Loges sont mis en vente et en location (ainsi que le 11 ventôse an IV et le 17 brumaire an V). La loi du 28 pluviôse an VIII (17 février 1800) institue dans chaque département, un préfet, un conseil de préfecture, et un conseil régional. Les municipalités cantonales sont supprimées au profit des municipalités communales. En Seine-et-Oise, le nombre de cantons passe de 63 à 36. Le canton de Jouy qui regroupe toute la haute vallée de la Bièvre, est éclaté. Jouy et Les Loges sont rattachées au canton de Versailles, les autres communes au canton de Palaiseau.
En 1805, le pont de pierre dit d'Austerlitz est édifié sur la route de Jouy. L'autorisation de construction de ce pont a été signée de la main de Napoléon, le soir de la fameuse bataille du 2 décembre 1805.

### XIXesiècle
L'école s'installe dans l'actuelle mairie en 1867. La commune subit l'occupation prussienne du 20 septembre 1870 au 5 février 1871. Entre 1877 et 1883, la ligne de chemin de fer de la Grande Ceinture est créée, avec une halte aménagée au Petit-Jouy.

### XXesiècle
Le 19 mai 1909, la commune est affectée au 11e régiment d'artillerie. Pendant la Première Guerre mondiale, un dépôt de munitions est installé dans les bois de la Garenne.
Le 24 août 1944, un groupe de la 2e DB du général Leclerc en provenance de Toussus-le-Noble traverse les Loges pour rejoindre l'aérodrome de Villacoublay afin de participer à la libération de Paris le 25 août 1944.
Le 19 décembre 1945, un avion qui assure une liaison régulière avec l'Angleterre, s'écrase avec à son bord Jean Demozay (dit Morlaix), célèbre pilote de chasse de la Deuxième Guerre mondiale.
En 1952, le château des Côtes est ouvert comme centre de cardiologie infantile par la Société de charité maternelle de Paris, et accueille alors 80 enfants. L'école primaire actuelle ouvre ses portes en 1959.
La réforme administrative du 10 juillet 1964 sépare le département de Seine-et-Oise en cinq départements dont les Yvelines que la commune intègrera.
Les années 1970 virent l'ouverture de l'école maternelle comportant trois classes, une cantine scolaire, et une garderie (septembre 1975), la construction de la maison dites des Jeunes (1978) qui sera rebaptisée par la suite Maison des associations, et de l'actuel bureau de poste par la commune (1979).

### XXIesiècle
Le 7 juillet 2000, une grande partie de la Haute-Vallée de la Bièvre (environ 2 000 ha) est classée, marquant un tournant dans la préservation du patrimoine naturel de la région.

### Les Hospitaliers
En avril 1199, Walleran Vestrion donna aux Hospitaliers de l'ordre de Saint-Jean de Jérusalem ce qu'il possédait au Loges avec les droits de justice et de seigneurie,.
La commanderie des Loges du prieuré hospitalier de Saint-Jean de Latran rapportait en 1356 cinq muids de grain, en 1757 750 livres et en 1783 1 590 livres.

## Politique et administration

### Liste des maires
| Période                                  | Période  | Identité           | Étiquette | Qualité                                                 |
| ---------------------------------------- | -------- | ------------------ | --------- | ------------------------------------------------------- |
| Les données manquantes sont à compléter. |          |                    |           |                                                         |
| mars 2001                                | 2014     | Patrick Confetti   |           |                                                         |
| mars 2014                                | en cours | Caroline Doucerain | DVD       | Avocate, vice-présidente de la CA Versailles Grand Parc |

### Communauté d'agglomération Versailles Grand Parc
La communauté d'agglomération Versailles Grand Parc regroupe 11 communes, totalisant 163 466 habitants (dont 148 377 dans les Yvelines et 4 200 dans l'Essonne). Les communes sont Bièvres, Bois d'Arcy, Buc, Les Loges-en-Josas, Toussus-le-Noble, Fontenay-le-Fleury, Rocquencourt, Jouy-en-Josas, Saint-Cyr-l'École, Versailles et Viroflay. La ville principale, Versailles, représente 56 % de la population totale.
Les compétences sont l'aménagement du territoire avec l'élaboration d’un schéma de cohérence territoriale et le développement économique. D'autres compétences optionnelles ont été rajoutées avec l'environnement, le logement : élaboration du programme local de l’habitat intercommunal, constitution de réserves foncières pour la construction de logements sociaux et le transport avec l'élaboration d’un plan local de déplacement (PLD), organisation des transports urbains.

## Population et société

### Démographie

#### Évolution démographique
L'évolution du nombre d'habitants est connue à travers les recensements de la population effectués dans la commune depuis 1793. Pour les communes de moins de 10 000 habitants, une enquête de recensement portant sur toute la population est réalisée tous les cinq ans, les populations de référence des années intermédiaires étant quant à elles estimées par interpolation ou extrapolation. Pour la commune, le premier recensement exhaustif entrant dans le cadre du nouveau dispositif a été réalisé en 2005.

En 2022, la commune comptait 1 655 habitants, en évolution de +5,62 % par rapport à 2016 (Yvelines : +2,72 %, France hors Mayotte : +2,11 %).
| 1793 | 1800 | 1806 | 1821 | 1831 | 1836 | 1841 | 1846 | 1851 |
| ---- | ---- | ---- | ---- | ---- | ---- | ---- | ---- | ---- |
| 345  | 309  | 392  | 377  | 308  | 314  | 301  | 269  | 283  |

| 1856 | 1861 | 1866 | 1872 | 1876 | 1881 | 1886 | 1891 | 1896 |
| ---- | ---- | ---- | ---- | ---- | ---- | ---- | ---- | ---- |
| 302  | 297  | 295  | 304  | 360  | 373  | 369  | 373  | 385  |

| 1901 | 1906 | 1911 | 1921 | 1926 | 1931 | 1936 | 1946 | 1954 |
| ---- | ---- | ---- | ---- | ---- | ---- | ---- | ---- | ---- |
| 359  | 360  | 333  | 365  | 406  | 422  | 389  | 476  | 653  |

| 1962 | 1968 | 1975  | 1982  | 1990  | 1999  | 2005  | 2006  | 2010  |
| ---- | ---- | ----- | ----- | ----- | ----- | ----- | ----- | ----- |
| 596  | 712  | 1 345 | 1 597 | 1 506 | 1 451 | 1 425 | 1 453 | 1 548 |

| 2015  | 2020  | 2022  | - | - | - | - | - | - |
| ----- | ----- | ----- | - | - | - | - | - | - |
| 1 486 | 1 661 | 1 655 | - | - | - | - | - | - |

#### Pyramide des âges
En 2018, le taux de personnes d'un âge inférieur à 30 ans s'élève à 37,3 %, soit en dessous de la moyenne départementale (38 %). À l'inverse, le taux de personnes d'âge supérieur à 60 ans est de 23,9 % la même année, alors qu'il est de 21,7 % au niveau départemental.
En 2018, la commune comptait 803 hommes pour 793 femmes, soit un taux de 50,31 % d'hommes, légèrement supérieur au taux départemental (48,68 %).
Les pyramides des âges de la commune et du département s'établissent comme suit.
| Hommes | Classe d’âge | Femmes |
| ------ | ------------ | ------ |
| 0,5    | 90 ou +      | 1,4    |
| 8,9    | 75-89 ans    | 8,9    |
| 12,5   | 60-74 ans    | 15,4   |
| 23,7   | 45-59 ans    | 24,5   |
| 12,9   | 30-44 ans    | 16,6   |
| 16,7   | 15-29 ans    | 13,0   |
| 24,8   | 0-14 ans     | 20,0   |

| Hommes | Classe d’âge | Femmes |
| ------ | ------------ | ------ |
| 0,6    | 90 ou +      | 1,4    |
| 6      | 75-89 ans    | 7,8    |
| 13,5   | 60-74 ans    | 14,8   |
| 20,7   | 45-59 ans    | 20,1   |
| 19,6   | 30-44 ans    | 19,9   |
| 18,5   | 15-29 ans    | 16,8   |
| 21,2   | 0-14 ans     | 19,2   |

### Enseignement
La commune dispose d'une crèche, une école maternelle et d'une école primaire.
Les élèves du second degré vont au collège à Buc et au lycée à Versailles.
Du CM2 à la terminale, il est également possible d'aller au lycée franco-allemand de Buc (admission sur concours).

### Santé
Le château des Côtes, centre de cardiologie infantile accueillant 90 enfants, est géré par la société de charité maternelle de Paris.

### Équipements culturels
La commune dispose d'une bibliothèque-médiathèque ainsi que d'une école de musique et de théâtre.

## Vie économique et sociale
Les Loges-en-Josas est avant tout une commune résidentielle accueillant une population particulièrement aisée. Avec un revenu net imposable moyen annuel de 86 411 € par ménage en 2007, il s'agirait de la septième commune la plus riche de France.
La vie économique de la commune est essentiellement tournée vers sa zone industrielle de 19 ha qui accueille de nombreuses entreprises, dont le centre de recherches Claude-Delorme de la société Air liquide.
La proximité de grands centres d'activité (notamment Versailles, Vélizy-Villacoublay, Saint-Quentin-en-Yvelines) apporte de nombreuses infrastructures dans un périmètre restreint (transports, commerces, loisirs, administrations).
Cependant, de nombreux champs et pâturages sont présents sur la commune et exploités par des fermes des environs, ainsi qu'une pépinière et de l'exploitation forestière.

## Culture locale et patrimoine

### Lieux et monuments

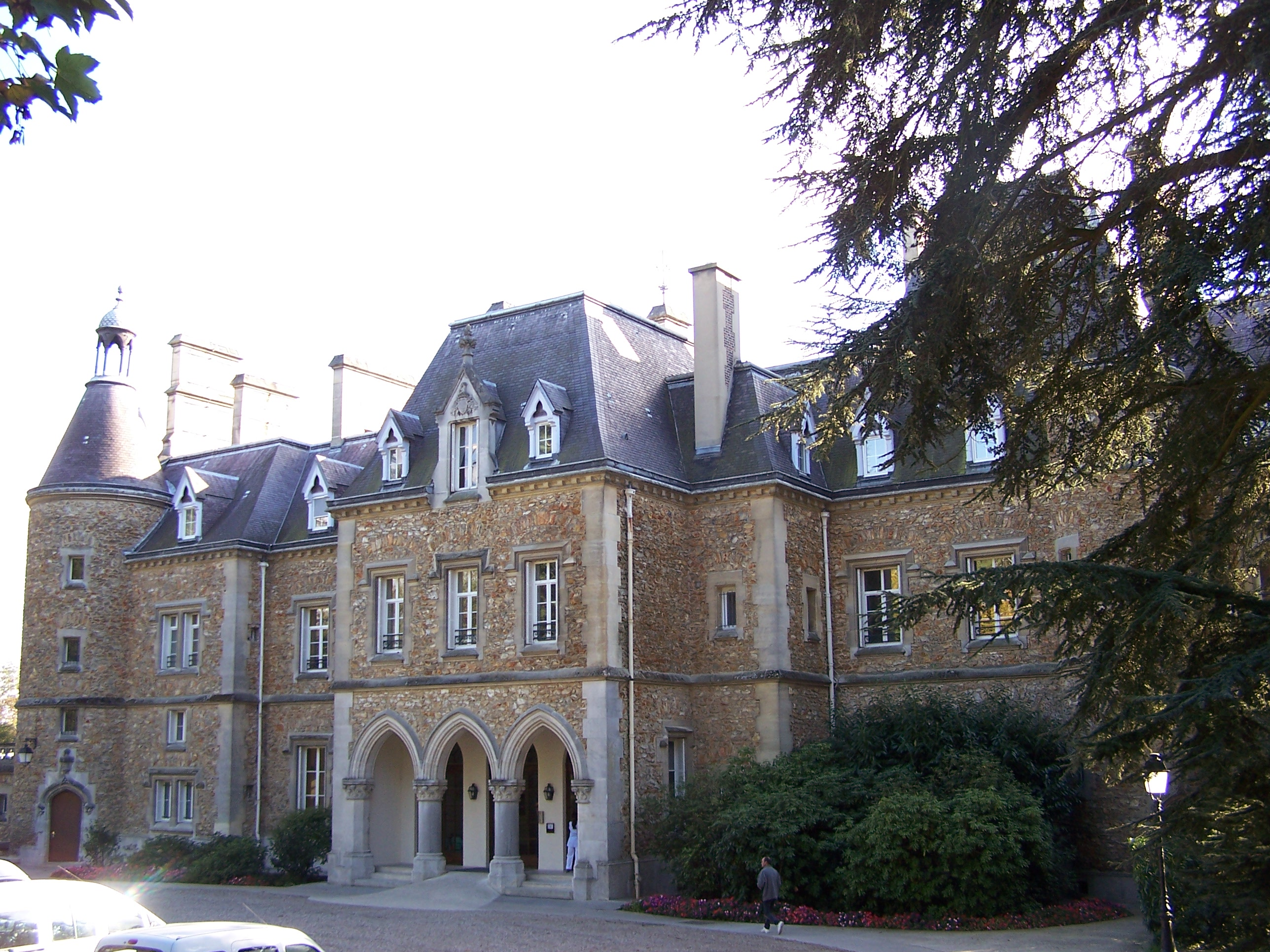
Château des Côtes.

- Le château des Côtes, construit en meulière de 1872 à 1875 pour le banquier Alphonse Mallet, devenu depuis 1951 un centre médicalisé pour enfants, est en cours de restauration[31].
- L'église Saint-Eustache, bâtie en meulière, a été construite en 1699 à l'emplacement d'une chapelle du XIIIe siècle dédiée à ce saint. Sont classés Monument historique : la statue de la Vierge à l'enfant assise (fin du XVIe siècle)[32], et le tableau sur toile d'une Mise au tombeau (copie ancienne d'une œuvre italienne du XVIe ou XVIIe siècle)[33]. Cinq verrières ont été réalisées en 1984-1985 par Patrick et Anne Confetti.

### Personnalités liées à la commune
- Le poète François Villon (1431-1463) serait né dans le village selon certains ouvrages[34]. Dans un ouvrage consacré au poète, Auguste Longnon a recherché les traces de ce «maistre es arts» dans les registres universitaires et l'identifie comme étant François de Montcorbier, son véritable nom, Villon n'étant qu'un surnom qu'il utilise dans ses œuvres, cité en 1449 parmi les «baccalariandi» et en 1452 parmi les «licenciati» :  «Franciscus de Montcorbier, de Parisius», ce qui tendrait à montrer qu'il est né à Paris. Auguste Longnon considère ces mentions plus probantes qu'une lettre de rémission de la chancellerie royale employant pour désigner le célèbre poète les termes de «maistre François des Loges»[35].
- Jean Demozay (1915-1945), pilote de chasse de la Seconde Guerre mondiale, est mort dans un accident d'avion aux Loges-en-Josas le 19 décembre 1945[36].
- Plusieurs emplacements du village ont été représentés par E. P. Jacobs dans la bande dessinée S.O.S. Météores (épisode de la série des Blake et Mortimer), figeant des vues du village tel qu'il était en 1958 (voir Liens externes).

### Galerie

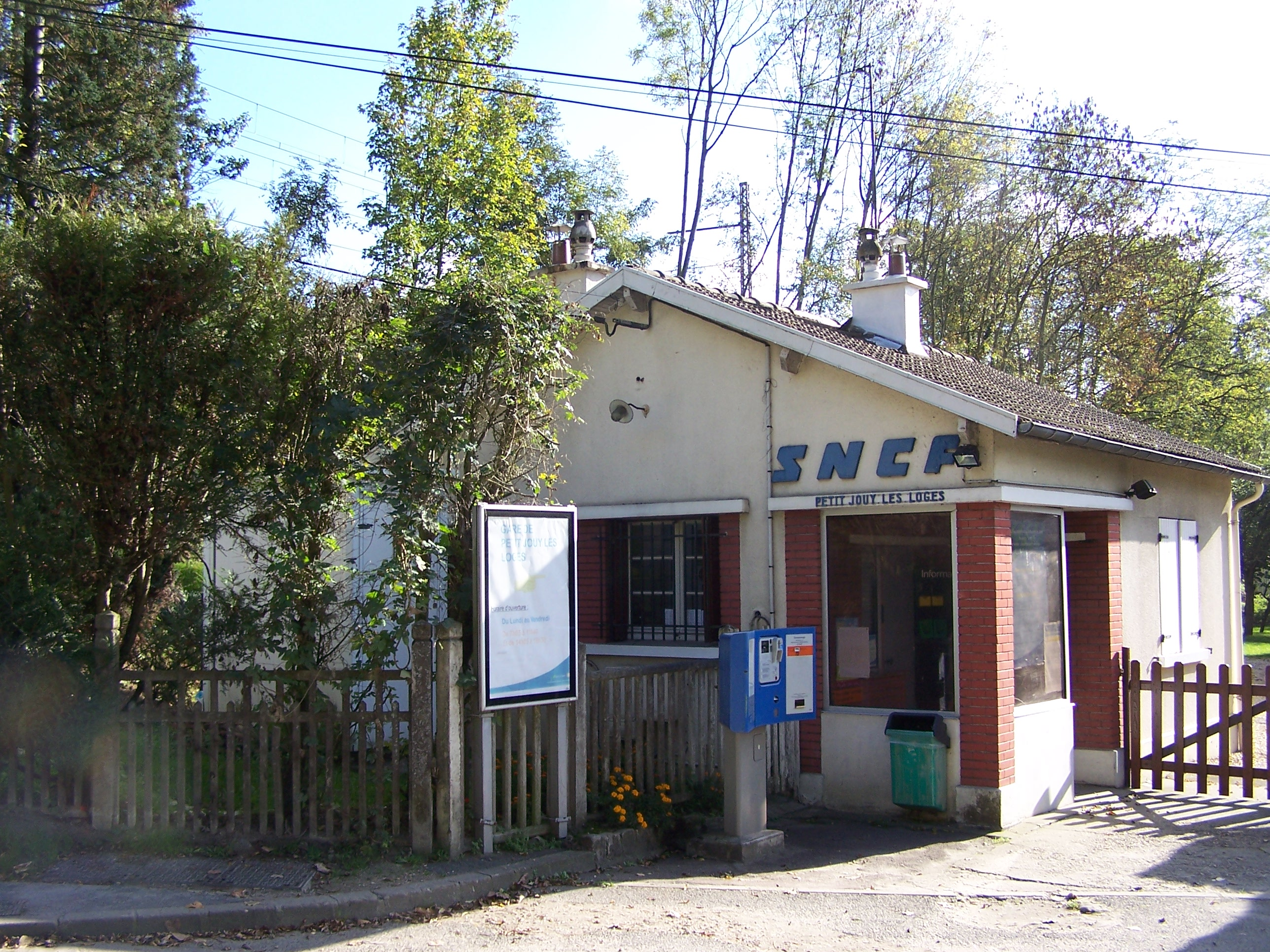
La gare du Petit-Jouy.
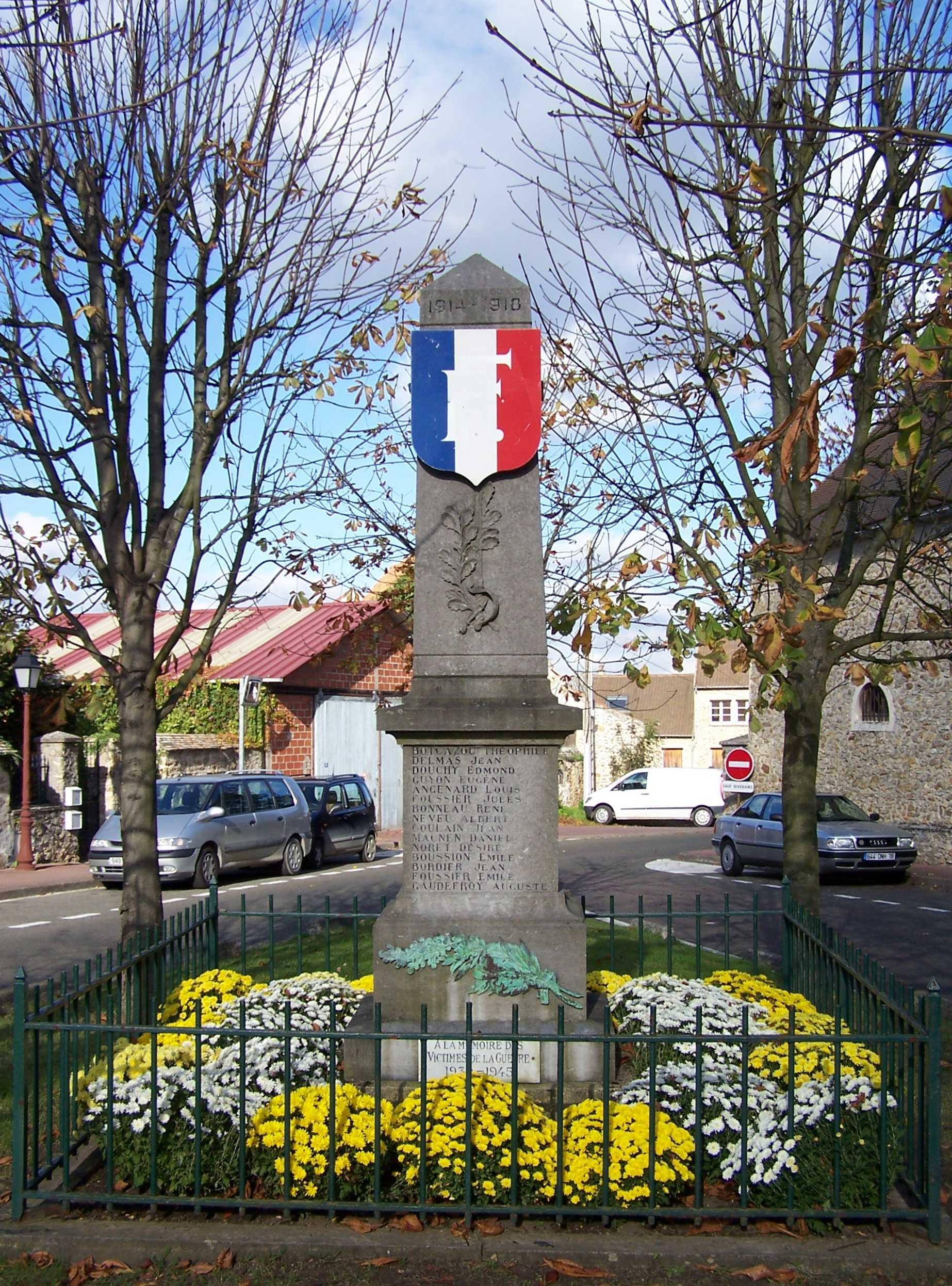
Le monument aux morts.
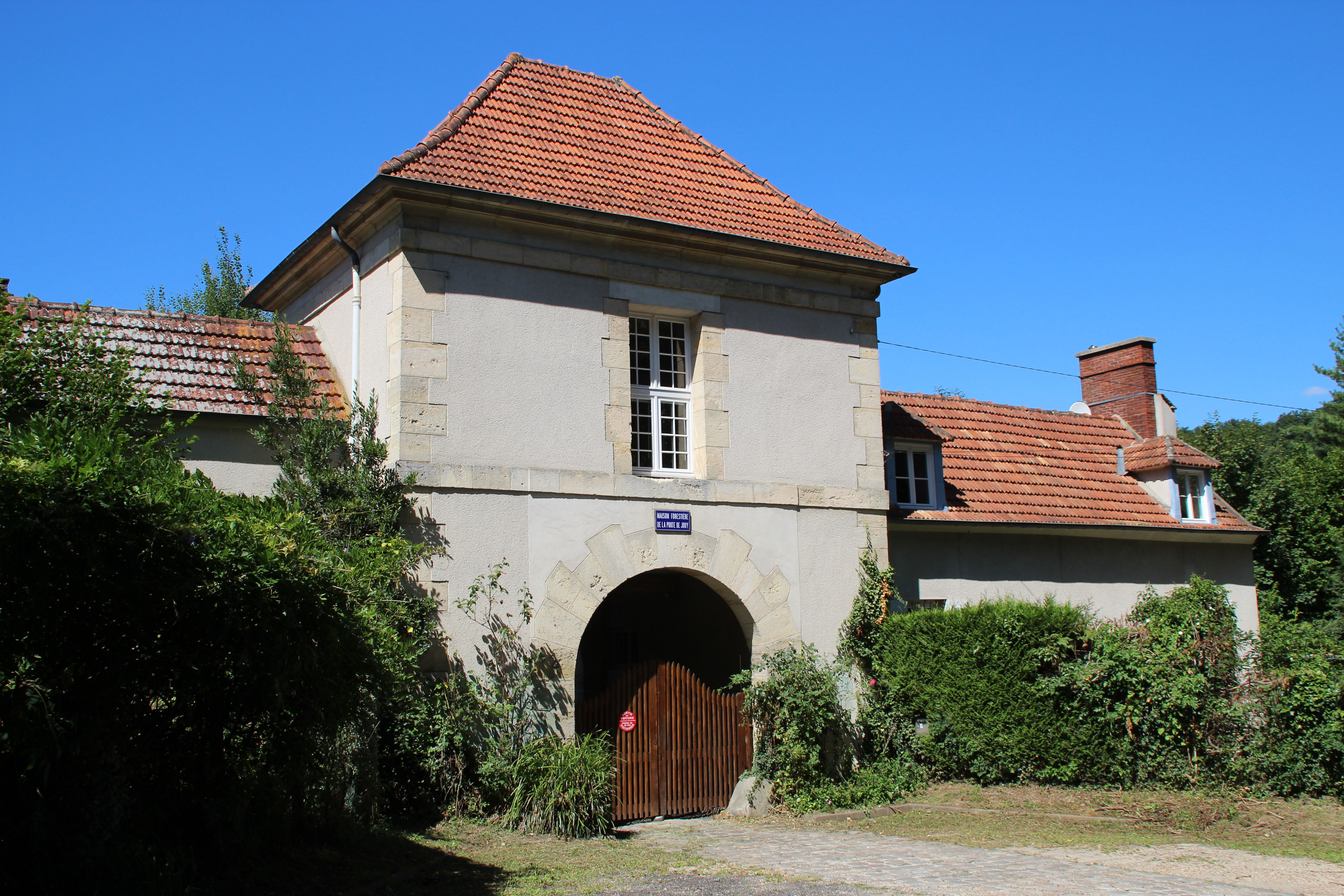
Ancien passage d'entrée du parc de chasse de Versailles, actuellement maison forestière.